# Ismael Díaz
Pour les articles homonymes, voir Diaz.
Ismael Díaz de León, abrégé Ismael Díaz, né le 12 mai 1997 à Panama, est un footballeur international panaméen. Il évolue au poste d'ailier gauche au Club León.

## Carrière

### En club
Ismael Díaz rejoint le FC Porto au mois d'août 2015. Il joue son premier match avec l'équipe première du club en janvier 2016 lors d'une rencontre de Coupe de la Ligue.

### En sélection
Il honore sa première sélection internationale le 20 août 2014 lors d'un match amical contre Cuba. C'est lors de ce match qu'il inscrit son premier but en sélection. Il devient alors, à 17 ans et 100 jours, le plus jeune joueur à avoir marqué pour le Panama.
Il fait partie de la liste des 23 joueurs panaméens sélectionnés pour disputer la Coupe du monde de 2018 en Russie, la première de l'histoire du Panama. Il participe à un seul match de poules en tant que remplaçant : face à la Belgique (défaite 3-0), en entrant à la 63e à la place d'Édgar Bárcenas.  

## Statistiques
| Saison                | Club                  | Championnat           | Championnat | Championnat | Coupe nationale | Coupe nationale | Coupe de la Ligue | Coupe de la Ligue | Compétition(s) continentale(s) | Compétition(s) continentale(s) | Compétition(s) continentale(s) | Panama | Panama | Total | Total |
| Saison                | Club                  | Division              | M.          | B.          | M.              | B.              | M.                | B.                | Comp.                          | M.                             | B.                             | M.     | B.     | M.    | B.    |
| 2012-2013             | Tauro FC              | Liga Panameña         | 08          | 1           | 0               | 0               | -                 | -                 | LC                             | 2                              | 0                              | -      | -      | 10    | 1     |
| 2013-2014             | Tauro FC              | Liga Panameña         | 06          | 0           | 0               | 0               | -                 | -                 | -                              | -                              | -                              | -      | -      | 6     | 0     |
| 2014-2015             | Tauro FC              | Liga Panameña         | 13          | 2           | 0               | 0               | -                 | -                 | LC                             | 3                              | 0                              | 2      | 1      | 18    | 3     |
| Sous-total            | Sous-total            | Sous-total            | 27          | 3           | 0               | 0               | -                 | -                 | -                              | 5                              | 0                              | 2      | 1      | 34    | 4     |
| 2015-2016             | FC Porto B            | LigaPro               | 36          | 13          | -               | -               | 1                 | 0                 | -                              | -                              | -                              | 1      | 0      | 38    | 13    |
| 2016-2017             | FC Porto B            | LigaPro               | 1           | 0           | -               | -               | -                 | -                 | -                              | -                              | -                              | -      | -      | 1     | 0     |
| Sous-total            | Sous-total            | Sous-total            | 37          | 13          | 0               | 0               | 1                 | 0                 | -                              | -                              | -                              | 1      | 0      | 39    | 13    |
| Total sur la carrière | Total sur la carrière | Total sur la carrière | 64          | 16          | 0               | 0               | 1                 | 0                 | -                              | 5                              | 0                              | 3      | 1      | 73    | 17    |

## Palmarès
FC Porto B
- Championnat du Portugal de deuxième division (1) :
  - Champion : 2015-16.